# Hecalus
Hecalus  (лат.) — род цикадок из отряда полужесткокрылые насекомые. Более 50 видов.

## Описание
Цикадки размером 3—8 мм. Стройные, обычно зеленоокрашенные, с параболическим теменем и острым теменным краем. Встречаются повсеместно, кроме Неотропики. Для СССР указывалось около 4 видов.
- Hecalus eximius (Kirschbaum, 1868)
- Hecalus glaucescens (Fieber, 1866)
- Hecalus storai (Lindberg, 1957)
- Hecalus adnexus  Linnavuori 1975
- Hecalus aegyptiacus  Signoret 1879
- Hecalus aither  Linnavuori 1975
- Hecalus atascaderus  Ball 1933
- Hecalus atreus  Linnavuori 1975
- Hecalus aurora  Linnavuori 1975
- Hecalus bahrabiad  Linnavuori 1975
- Hecalus carinatus  Linnavuori 1975
- Hecalus caudatus  Dash & Viraktamath 1997
- Hecalus chilensis  McKamey & Hicks 2007